# NHKおかあさんといっしょ どうよう 〜どうぶつ・てあそび〜
『NHKおかあさんといっしょ どうよう 〜どうぶつ・てあそび〜』（エヌエイチケーおかあさんといっしょ どうよう どうぶつ・てあそび）は、横山だいすけ、三谷たくみのコンピレーション・アルバム。2013年3月6日にポニーキャニオンから発売された。

## 概要
- NHK教育テレビの子供向け番組「おかあさんといっしょ」の、第11代目の歌のお兄さん・横山だいすけと、第20代目の歌のお姉さん・三谷たくみの2人による、童謡のコンピレーション・アルバムのシリーズ第2弾。
- 本作は、動物の歌や手遊び歌などを28曲収録。

## 収録曲
- 1.たのしいね
- 2.ぞうさん
- 3.こぶたぬきつねこ
- 4.おうま
- 5.おつかいありさん
- 6.大きな栗の木の下で
- 7.むすんでひらいて
- 8.いとまき
- 9.げんこつやまのたぬきさん
- 10.とけいのうた
- 11.おはなしゆびさん
- 12.かわいい魚屋さん
- 13.おなかのへるうた
- 14.ふしぎなポケット
- 15.ことりのうた
- 16.あひるの行列
- 17.うさぎのダンス
- 18.おべんとう
- 19.しゃぼんだま
- 20.ドロップスのうた
- 21.かわいいかくれんぼ
- 22.山の音楽家
- 23.てをたたきましょう
- 24.やまびこごっこ
- 25.おおきなたいこ
- 26.きしゃポッポ
- 27.ゆりかごのうた
- 28.おおきな古時計